# シッフ塩基

シッフ塩基

シッフ塩基 (Schiff base) またはアゾメチン (azomethine) は、有機化合物の分類のひとつで、窒素原子に炭化水素基（アリール基やアルキル基など）が結合したイミンを指す呼称。フーゴー・シッフによって命名された。シッフ塩基は一般式 R1R2C=N-R3 (R3 = alkyl, aryl, etc., not H) と表され、炭素-窒素二重結合を含む。アニリン誘導体から誘導されるシッフ塩基（R3はフェニル基または置換されたフェニル基）は特に anil と呼ばれることもある。

## 反応
シッフ塩基は芳香族アミンとカルボニル化合物から、求核付加反応によるヘミアミナールの形成を経る脱水縮合により合成される。ヘミアミナールは続く脱水によってシッフ塩基に変わる。例として 4,4'-ジアミノジフェニルエーテルとo-バニリンの反応を示す。

## アゾメチン色素

### アゾメチン顔料
アゾメチン顔料は、シッフ塩基そのもの、或いは、シッフ塩基の一部を置換した構造、特にイミンを分子構造中に有する顔料。

#### 金属錯体顔料
金属錯体顔料は、高い透明性と濃色と淡色の色差が特徴であるが、彩度の低さなどから市場性が限定的であり、比較的短期間で生産が終了したものも多い。
具体的にはPigment Yellow 117、Pigment Yellow 129、Pigment Yellow 150、Pigment Yellow 153がカラーインデックスには記載されている。Pigment Yellow 117とPigment Yellow 129は濃色ではいわゆるオリーブ色で、淡色は緑味黄、Pigment Yellow 150は濃色では低彩度で低明度の赤味黄であり、淡色は中黄である。チタン白との併用で「レモンイエロー」になると表現されるが、実際にはレモンイエローと呼ぶには随分赤味であり、幾分宣伝的な表現である。Pigment Yellow 153は濃色ではやや暗い黄橙色を呈し、淡色は赤味黄である。
Pigment Yellow 117、Pigment Yellow 153はBASFの製品であったが生産終了。

#### イソインドリノン顔料

イソインドール

イソインドリノン顔料は、イソインドールの五員環を構成する炭素と化合している水素1個を酸素で置換し、もう一方の水素を脱落させた構造として説明可能な、イソインドリノン骨格を有する顔料である。
具体的には、Pigment Yellow 109、Pigment Yellow 110、Pigment Yellow 173、Pigment Orange 61がある。蛍光を発するが不安定なイソインドールを塩素の導入などによって、耐久性を改良した顔料シリーズである。Pigment Yellow 173は最も緑味で、透明性が高い。導入されている塩素原子は2個。これ以外のPigment Yellow 109、Pigment Yellow 110、Pigment Orange 61に導入されている塩素原子は8個で、高塩素顔料である。Pigment Orange 61は、構造中にアゾ基を有する。

#### キノフタロン顔料

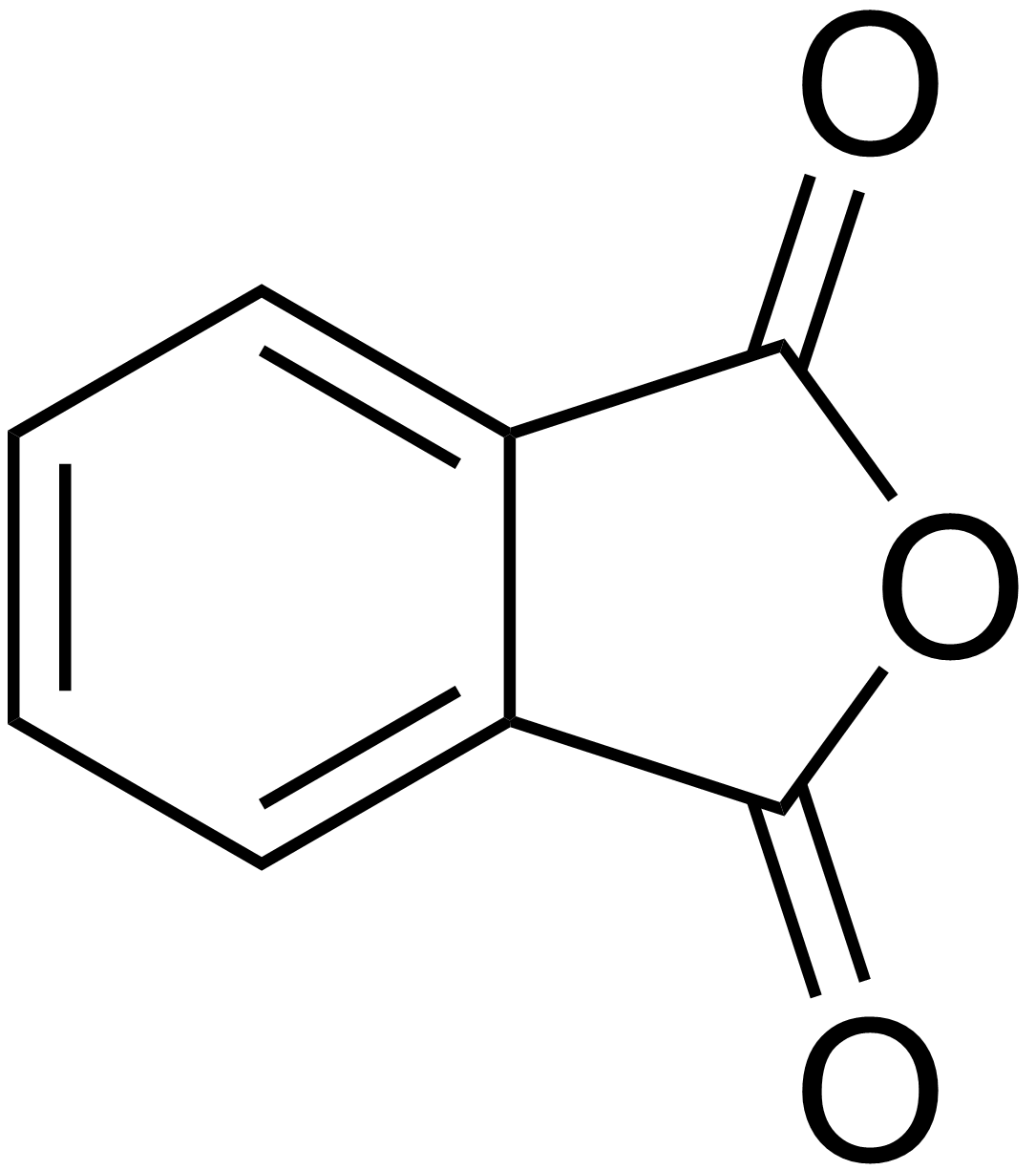
無水フタル酸

黄色顔料のキノフタロンイエローは 1968 年に開発された。無水フタル酸とキナルジンから合成される顔料で、フタロシアニン顔料に匹敵する高い堅牢性を具える。高価であるため、あまり普及していない。Colour Index には Colour Index Generic Name Pigment Yellow 138 が記載されている。

#### フタロシアニン顔料

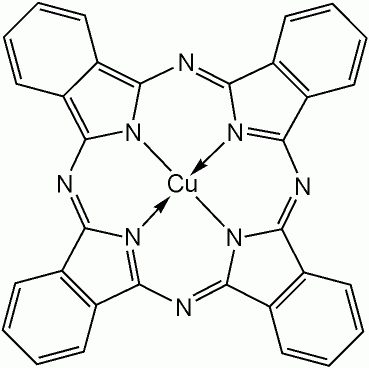
フタロシアニンの銅錯体

フタロシアニン (Phthalocyanine) は、4つのフタル酸イミドが窒素原子で架橋された構造をもつ環状化合物。ポルフィリンと類似の構造を持つ。略語Pc。